# Stazione antartica polacca Henryk Arctowski
La stazione antartica polacca Henryk Arctowski (in polacco polska Stacja Antarktyczna im. Henryka Arctowskiego) è una stazione di ricerca scientifica localizzata ad una latitudine di 62°09'45'' sud e 58°27'45'' ovest sull'Isola di re Giorgio (arcipelago delle Shetland meridionali al largo delle coste dell'Antartide.

## Storia
La stazione è stata inaugurata il 26 febbraio del 1977 ed è gestita dall'accademia delle scienze polacca. Una serra fornisce verdura fresca. I suoi principali oggetti di ricerca spaziano tra la biologia marina, l'oceanografia, la geologia, la geomorfologia, la glaciologia, la meteorologia, la climatologia, la sismologia, il magnetismo e l'ecologia.
Intitolata a Henryk Arctowski (1871-1958), meteorologo che accompagnò l'esploratore belga Adrien de Gerlache nella spedizione Belgica negli anni 1897-1899. Durante la prima spedizione invernale in Antartide, Arctowki ebbe l'intuizione che il vento può incrementare sensibilmente i danni del freddo al fisico umano.
Data la sua semplice accessibilità lo staff polacco è particolarmente amichevole con i turisti. La base è una delle più visitate in Antartide. Nei pressi della base è facile imbattersi in ossa di balena, residuo di quando l'area era utilizzata per lavorare i cetacei catturati nelle vicinanze.
La stazione si trova inoltre vicina a colonie di tre diversi tipi di pinguini: Adelies, antarctica e Papua ed è stata nominata come sito di speciale interesse scientifico (Special Scientific Interest) ai sensi del trattato antartico.